# Rosana (São Paulo)
Rosana es un municipio del estado brasileño de São Paulo. Su población es de 26.814 habitantes (estimativas IBGE/2006) y su superficie de 741,2 km², lo que da una densidad demográfica de 36,2 hab/km².

## Clima
El clima de Rosana puede ser clasificado como clima tropical de sabana (Aw), de acuerdo con la clasificación climática de Köppen.

## Demografía
Dados do Censo - 2000
Población Total: 24.229
- Urbana: 6.198
- Rural: 18.031
- Hombres: 12.291
- Mujeres: 11.938

Densidad demográfica (hab./km²): 32,80
Mortalidad infantil (por mil): 11,75
Expectativa de vida (años): 73,59
Tasa de fecundidad (hijos por mujer): 2,54
Tasa de Alfabetización: 91,81%
Índice de Desarrollo Humano Municipal (IDH-M): 0,815
- IDH-M Renta: 0,723
- IDH-M Longevidad: 0,810
- IDH-M Educación: 0,911

- Datos: Q1795604
- Multimedia: Rosana (São Paulo) / Q1795604